# 言葉之庭
《言葉之庭》是2013年上映的日本动画电影，由新海誠编剧和执导、动画公司CoMix Wave Films制片、东宝发行，並由入野自由和花澤香菜擔綱主角配音。音乐方面，新海诚早期许多作品的音乐都由天门创作，而这次则由柏大辅负责。
本片是新海誠繼《追逐繁星的孩子》後的第五部商業電影，以源于日本古代对爱情的语言表述方法展開，诞生了这個由揭示主题的雨、《万叶集》诗句以及日本庭园等元素组成的“孤悲”的《言叶之庭》之故事。此外，該片是目前新海誠執導電影中唯一無英文副標題的作品。本作於2013年4月28日在澳大利亞黃金海岸電影節首映，並於2013年 5 月31日在日本全面上映。其中日本首映時附加播映短片《來自誰的凝望》。
本片獲得的評價以正面為主，媒體和影評家普遍讚譽作品裡的視覺動畫藝術、配樂，孤獨的主題，但是歐美影評家對於故事長度、情節、情感高潮則有看法不一的意見。作品延伸出小說、漫畫相關作品，劇情各有補充之處，還被改編為舞台劇。

## 故事簡介
作品以愛情來臨前的孤獨——「孤悲」來呈現「戀愛」的主題。梅雨時節，以成為鞋匠為目標的高中生秋月孝雄與神秘的女性雪野百香里，在雨中的新宿御苑中相遇。故事以女性留給少年的一段《萬葉集》詩句為契機，就此開展。
故事以15岁高中生，秋月孝雄翘课来到新宿御苑内为开端，此时的东京随着入梅而开始进入雨季。喜欢雨季的孝雄为自己规定仅在雨天的上午翘课，他以成為製鞋师為目標，到庭院内来也是思考设计鞋子並畫出草圖。这一次孝雄在亭子裡與神秘的女性雪野百香里邂逅，27岁的她翘班来到庭院内饮酒并配以许多种类的巧克力，有时她也会看書。在雪野注意到孝雄的校服後轉身离去，留下了一首让孝雄不解的、出自《萬葉集》的短歌。自此以后，雨季早晨的新宿御苑内的那座亭子便成为他们二人短暂交谈的地点，兩人逐漸產生超越年齡的情愫。
為了表明對雪野的情意，孝雄开始专心于打工賺钱，並打算制作一双与雪野的脚相同尺寸的鞋。然而，隨著雨季的結束，兩人之間也逐漸浮現許多阻礙。暑假落幕後，孝雄意外在學校遇到雪野，發現她是校園裡任教古文的教師，與此同時雪野因為校園女學生相澤造謠毀謗陷入困境，導致孝雄為了替雪野抱不平而和同校學生爆發肢體衝突。兩者再約雨亭相談期間，天氣驟變成暴雨，雪野帶著孝雄返回自己居住的公寓稍作歇息，孝雄鼓起勇氣向雪野表白，但因為後者特意迴避的舉動，讓按耐不住心緒的孝雄向她喊出內在的心聲，終使得雪野不再逃避自己的內心，感謝對方讓她擁有再度向前的勇氣，緊抱著孝雄放聲大哭。
故事近尾聲，雪野因為無法再承受校園學生的造謠毀謗，辭去教職離開東京後，返回故鄉四國的學校任教。孝雄因為多度翹課造成學業成績受影響，仍為了成為製鞋师的夢想在課餘打工賺钱。最終孝雄於冬季飄雪的日子收到雪野報備近況的來信，再次抵達兩人曾經交談的亭子，留下親手製作的女鞋，離去之際期盼著未來能和雪野再次相會。

### 漫畫版與小說版結局
由本橋翠作畫改編的漫畫版、新海誠執筆的小說版、加納新太著作的小說版，分別對結局做出不同的補充情節：本橋翠作畫的漫畫版補充雪野與孝雄離別後，擺脫先前的陰霾，穿上孝雄製作的鞋子迎向新生活。新海誠執筆的小說版則補述孝雄與雪野在分開後仍保持聯絡，孝雄前往義大利學習製鞋，雪野則繼續擔任教職，4年半後孝雄帶著親自製做贈與雪野的鞋子回國，與雪野在新宿御苑的雨庭重逢。
加納新太於2017年出版的小說版最終章寫道，雪野返回四國愛媛縣任教後，孝雄為了前往義大利留學，開始學習義大利語，也不再前往雨庭消磨時間。雪野在問候信中提及自己在家裡住一段時間，搬出家裡獨自租屋，受孝雄的影響開始看料理節目改善料理技巧、自備便當上班，立志未來進入研究所攻讀上代文學（上古時代到奈良時代的日本文學）和成為大學教師，期許孝雄每天都充滿活力。故事終止在孝雄在東京下起初雪的日子再訪雨庭，將親手製造的女鞋放在雨亭的時刻。

## 登場人物
- 台灣版動畫配音有兩種不同的版本，分別是公視、東森電影台版本／緯來電影台版本。

### 主要人物
秋月孝雄（／ Akizuki Takao）
聲：入野自由、關根航〈幼年〉（日本）；鈕凱暘、張乃文〈幼年〉／張立昂、魏晶琦〈幼年〉（臺灣）；布雷克·薛帕德（美國）
本作男主角，15歲的高中一年級生，以成為鞋匠為目標。擅長料理，喜歡雨天。小說版補述舊姓藤澤，初中時期雙親離婚，兄長也因為不認同母親複雜的情感關係而搬出家裡，現時與母親同住生活，因為家庭的因素，使他具有與不符年齡的成熟氣息。某一下雨天的早上，孝雄翹課前往新宿御苑的庭園思考鞋子的設計時，遇到了雪野，開始了一段與她的故事。動畫結局在雪野返鄉後的降雪天，將自製的女鞋放在和雪野相遇的涼亭，期盼未來和她相會。
由新海誠執筆的小說版中對於動畫的開放性結局有所補充：孝雄在高中畢業為止的兩年期間和雪野保持書信連絡，得知雪野在私立高中任教後，向她報告前往意大利留學的消息和留下自己的電子信箱，雙方改成用電子郵件交流生活近況。他向親友和班導師表明自己學習製鞋的志向，參與親友舉辦的歡送會獲得祝福出國留學，在佛羅倫斯奧特拉諾區居住兩年期間學習製鞋（這段期間也因為達到法定成年年齡而學會飲酒），於20歲那年（亦即雪野返鄉的4年半後）和雪野再約雨庭相會，搭乘飛機返回東京前利用三個月的時間製成贈與雪野的鞋子，最終孝雄和雪野正式在雨庭重逢。這個結局被新海誠視為正式地補完整個言葉之庭的故事。
在新海誠執導的次作《你的名字。》中作為彩蛋角色，出現於成年的宮水三葉搭乘的列車上。
雪野百香里（／ Yukino Yukari）
聲：花澤香菜（日本）；丘梅君／魏晶琦（臺灣）；美姬·弗雷肯（美國）
本作女主角，27歲，孝雄在雨天偶然遇到的神秘女性，相遇時一邊吃著巧克力，一邊喝著啤酒。個性溫柔善良，但因種種因素失去了前進的動力，與孝雄相遇後才逐漸釋懷。
四國地區愛媛縣今治市出身，是秋月孝雄就读的高中的古典文學老师，與同校的伊藤老師曾經有過職場戀情。她与孝雄第一次相遇是在入梅时节的新宿御苑，同时也发现了孝雄是自己所执教的高中的学生一事，于是用高中古文课中所教的一首《万叶集》短歌作为暗示。得知孝雄學習製鞋的志向後，亦親自贈與一本製鞋典籍給孝雄作為謝禮。
由于在学校中三年級的某位女同學的男朋友单恋她，而致使那位女同學聯合三年級的女生统一口径造谣污蔑她的事情，对她造成巨大的心理压力，致使她產生身心問題不敢到学校上课（小說版補述該事件亦造成雪野和當時交往的伊藤老師分手），并最终导致她的辞职，回到故鄉四國今治市從事教職。漫畫版其名改為「由香里」。
新海誠執筆的小說版中對於動畫的開放性結局有所補充：雪野在與孝雄別離的該年九月返回愛媛縣今治市，同年十月在市內私立高中擔任代課老師，雪野與孝雄保持書信連絡長達兩年的期間，因為孝雄前往義大利留學改用電子郵件連絡，兩年半後工作之餘通過了縣內的教師聘用考試，轉任某個小島的公立高中擔任古典文學老師。她和年邁的雙親同住，每天獨自開車通勤。4年半後，孝雄和雪野正式在雨庭重逢。
（在新海誠執導的次作《你的名字。》中也有登場，在糸守町的高中擔任古文老师，但片中沒有交代離開到糸守町的緣由，也非劇情中的重要角色，只是作为彩蛋而存在。）

### 其他人物
孝雄之母（ Takao no haha）
聲：平野文（日本）；陳貞伃／李昀晴（臺灣）；雪莉·卡林-布拉克（美國）
47歲，已和孝雄的父親離婚。喜歡喝酒，雖然熱愛家庭，但是比起家庭而言，認為戀愛更為重要，因在外有男友而時常不在家。是啟蒙孝雄製鞋的關鍵人物之一。
新海誠著作的小說版補述名為秋月怜美，在大學校園裡任職的職員。初中時期有著豐富的戀愛史，大學時期因為懷上長子，與時任男友孝志結婚，畢業後在職場與家庭間兩頭燒，有鑑於丈夫孝志長期在海外工作聚少離多，於孝雄初中時期正式向丈夫提出離婚。對於孝雄決定前往義大利學習製鞋持開明態度，在後者諮詢女鞋穿著體驗時提出建議，為準備出國留學的孝雄舉辦歡送會。
孝雄之兄（ Takao no ani）
聲：前田剛（日本）；梁興昌／吳文民（臺灣）；克拉許·布斯特（美國）
26歲，個性大方隨合，對於母親複雜的感情關係感到無奈，而決定離開家和女朋友同居。
新海誠著作的小說版補述名為秋月翔太，在孝雄就讀初中時期已開始外出工作，與母親和弟弟聚少離多。起先對於孝雄決定前往義大利學習製鞋、還有母親同意孝雄的志願一事感到吃驚，最終仍和母親與女友為準備出國留學的孝雄舉辦歡送會。
孝雄之兄之女友（ Takao no ani no kanojo）
聲：寺崎裕香（日本）；陳貞伃／李昀晴（臺灣）；布兰妮·卡伯沃斯基（美國）
22歲，在東京讀大學的大阪人。性格開朗，與孝雄相處融洽。
新海誠著作的小說版補述名為寺本梨花（ Teramoto Rika），為擔任業餘演員的大學生。起先孝雄母親不認同兩人的戀情，後來與秋月家舉辦送別孝雄前往義大利留學的歡送會，亦讓孝雄母親對她有所改觀。
伊藤老師（ Itō sensei）
聲：星野貴紀（日本）；梁興昌／宋克軍（臺灣）
為孝雄的班導師，是雪野老師的前男友。新海誠著作的小說版補述名為伊藤宗一郎，仙台地區出身，與前女友菜都美現為酒友關係。過去在先前任教的學校發生手球社學生意外受傷造成左眼弱視的事件，養成嚴格監督學生的態度。被雪野的外型和氣質吸引，主動追求雪野成為戀人，當雪野為遭欺負的事情向其求助時，僅以「成熟的教師應該要懂得勇敢面對，成熟地處理事情」為由拒絕，直至雪野的身心失衡和父親罹患胰臟癌逝世前的遺言，始理解雪野的真正處境，亦造成兩者的戀情以分手告終。起先對孝雄時常翹課頗有微詞，但在獲知孝雄與相澤發生肢體衝突後，將他帶往醫院接受治療，對後者做出自己沒辦到的事有所改觀
對孝雄決定前往義大利學習製鞋持反對態度，建議孝雄選擇在日本國內就讀大學以保障未來出路，但由於孝雄堅持前往義大利的志願而作罷。
松本（ Matsumoto）
聲：井上優（日本）；馬伯強／賴緯（臺灣）；麥克·雅格（美國）
孝雄的同學、朋友。和佐藤交往中。
佐藤（ Satō）
聲：潘惠美（日本）；張乃文／王貞令（臺灣）；艾莉森·舒蘭（美國）
松本的女友，高中二年級生。擁有很多朋友，很清楚校內的事情。新海誠著作的小說版補述名為佐藤弘美。
相澤（ Aizawa）
聲：小松未可子（日本）；陳貞伃／李昀晴（臺灣）；希拉蕊·哈格（美國）
高中三年級生。自尊心很強，總是被人所包圍著。聯合三年級女生集體欺負學校老師，並且散播不當流言，使老師被迫離職。
新海誠著作的小說版補述名為相澤祥子，為知名廣告代理商的經理級高層人士的千金，父親外遇後再婚，有一名兄長。原對於雪野保持仰慕心態，後認為自己的人生尚有缺欠，與偶然邂逅的牧野交往，但是被牧野傷害心裡和獲知牧野向雪野告白，轉而遷怒和欺負雪野。自己則因為欺負雪野一事，被憤怒的孝雄出手掌摑，被伊藤老師出面關切，事後反省自己面對牧野和雪野的事情，認為應有更正確的方式，引導兩者找到真正想要的事物。
森山（ Moriyama）
聲：早志勇紀（日本）；喬資淯／賴緯（臺灣）

春日美帆（／ Kasuga Miho）
新海誠著作的小說版版第一章登場角色，孝雄初中時期經常來往、年齡較孝雄虛長兩歲的少女，因為喜歡且經常約孝雄前往公園綠地散心，讓孝雄學會很多鳥類和植物的名字。但後來孝雄在某次聚會和她接吻後態度驟變，憤而指謫孝雄為人不成熟的事情。後由於雙親離婚搬家而轉學，孝雄更改姓氏後透過她的朋友，寄送自己決定成為一個成年人的電子郵件給她，獲得後者鼓勵他的回信。
牧野真司
新海誠著作的小說版登場角色，與相澤在地下鐵邂逅後交往的三年級籃球社男學生，曾和相澤發生性關係，但輕浮對待後者的情感，以戲謔的方式刻意向雪野告白，成為雪野在學校遭相澤欺凌的導火線。
菜都美
新海誠著作的小說版第六章登場角色，伊藤老師交往多年的前女友，故事開始的五年前從古巴留學歸國，在一家手機游戲公司工作，現時和伊藤老師是酒友關係。
敕使河原
新海誠著作的小說版第七章登場角色，相澤初中時期的男性友人，高中時期成為男校的啦啦隊成員。相澤將雪野逼至離職後，在涉谷車站躲雨時和相澤意外重逢，但在關切相澤時被她特意避開。相澤後來在個人獨白稱「知道自己要是再繼續跟敕使河原說話，說不定會對他做出牧野學長曾對她做的事。」。
其名字後來被新海誠用在《你的名字》裡女主角宮水三葉的同鄉高中友人身上。，新海誠稱這樣並不表示兩作品角色設定有關聯。
彩耶
新海誠著作的小說版第七章登場角色，相澤初中時期的女性友人，與孝雄和相澤就讀同所高中的吹奏部成員。
藤澤孝志
新海誠著作的小說版提及的角色，孝雄的父親，52歲，貿易公司任職的上班族。過去和還是學生的孝雄母親意外有了孩子，但由於長期待在海外工作，於孝雄初中時期被提出離婚而離開家人。
中島桃香
新海誠著作的小說第十章登場角色，孝雄母親任職校園裡的女大學生。因為趕在繳交學費的最後期限辦理繳費手續，但是未帶齊應繳金額，有被開除學籍的危險，後來孝雄母親破例收取她帶來的現金和代墊不足的餘額處理此事，對孝雄母親抱持感激的態度。
清水
新海誠著作的小說版第十章登場角色，年紀較孝雄母親小12歲的設計師。曾經和孝雄的母親交往，對於孝雄決定前往義大利學習製鞋感到意外。在秋月家準備歡送孝雄出國留學期間，出席歡送會。

## 製作團隊
- 原作、劇本、導演：新海誠
- 作畫監督、人物設計：土屋堅一[15]
- 美術監督：瀧口比呂志[16]
- 音樂：柏大輔[17]

## 製作過程

### 開端與構思
日本動畫導演新海誠在2011年推出《追逐繁星的孩子》，該片是他當時製作過片長最長、上映規模最大的電影，卻僅收穫2000萬日圓的票房，是第一部成為票房炸弹的新海誠院線作品。從這次失敗經驗中，新海誠意識到在開發新作品時必須考慮觀眾的想法。《言葉之庭》的企劃從2012年春天開始，新海誠向製作公司CoMix Wave Films提交了企劃書，除了故事大綱以外，也說明了這部作品的目標受眾。2012年8月12日，新海誠寫下了一份趣意書，內容聚焦於如何宣傳《言葉之庭》，9月22日又寫了另外一份，說明他對《言葉之庭》的想法。
新海誠將《言葉之庭》設定為年輕人幫助成年人重新出發的故事，孝雄（15歲）和雪野（27歲）的年齡差在企畫書階段就已定下。新海誠以「雨」當作母題，他最早為《言葉之庭》構想的就是男主角在下雨天時與女主角相遇的設定，並認為愛情就像雨一樣，都是無法控制的。為了避免單調的下雨讓觀眾感到乏味，新海誠嘗試透過改變雨的觀感，將雨當成男女主角之間關係的象徵。他也在片中賦予「躲雨」（／ Amayadori）兩種意涵，男女主角既是在庭中避雨，也是在短暫逃避人生磨難。在初始設定完成後，新海誠將男主角設定成鞋匠，指出鞋匠為人製作鞋子，可說是幫助他人走路的特別工作。新海誠對此本來沒有意識到，是小說家加納新太向他指出「這是一個幫助他人走路的故事」，他才意識到可以用走路當成活著的隱喻。他將鞋匠這個設定納入劇本後，發現故事變得更加深刻。
《萬葉集》是《言葉之庭》的劇情元素之一，根據新海誠的說法，「在新宿的日本庭園吟詠《萬葉集》」可說是該片的導入點。在最初的企畫書中，新海誠就在男女主角的旁邊各寫上了他們在片中吟詠的和歌，後續還請大妻女子大学教授倉住薫擔任《萬葉集》方面的協力者。除了在電影中安插兩首《萬葉集》收錄的和歌外，新海誠還使用一個《萬葉集》的典故「孤悲」作為標語。「孤悲」是大和言葉「 Koi」的萬葉假名寫法，如今寫作。「孤悲」意味著「孤獨一人地悲傷」，這一寫法反映出當時人們的看法，而「／ Ai」則是近代才從西洋引入的概念。因此新海誠形容《言葉之庭》是「在『愛』到來之前，『孤悲』的故事」（“愛”よりも前、“孤悲”の物語）。

### 動畫製作

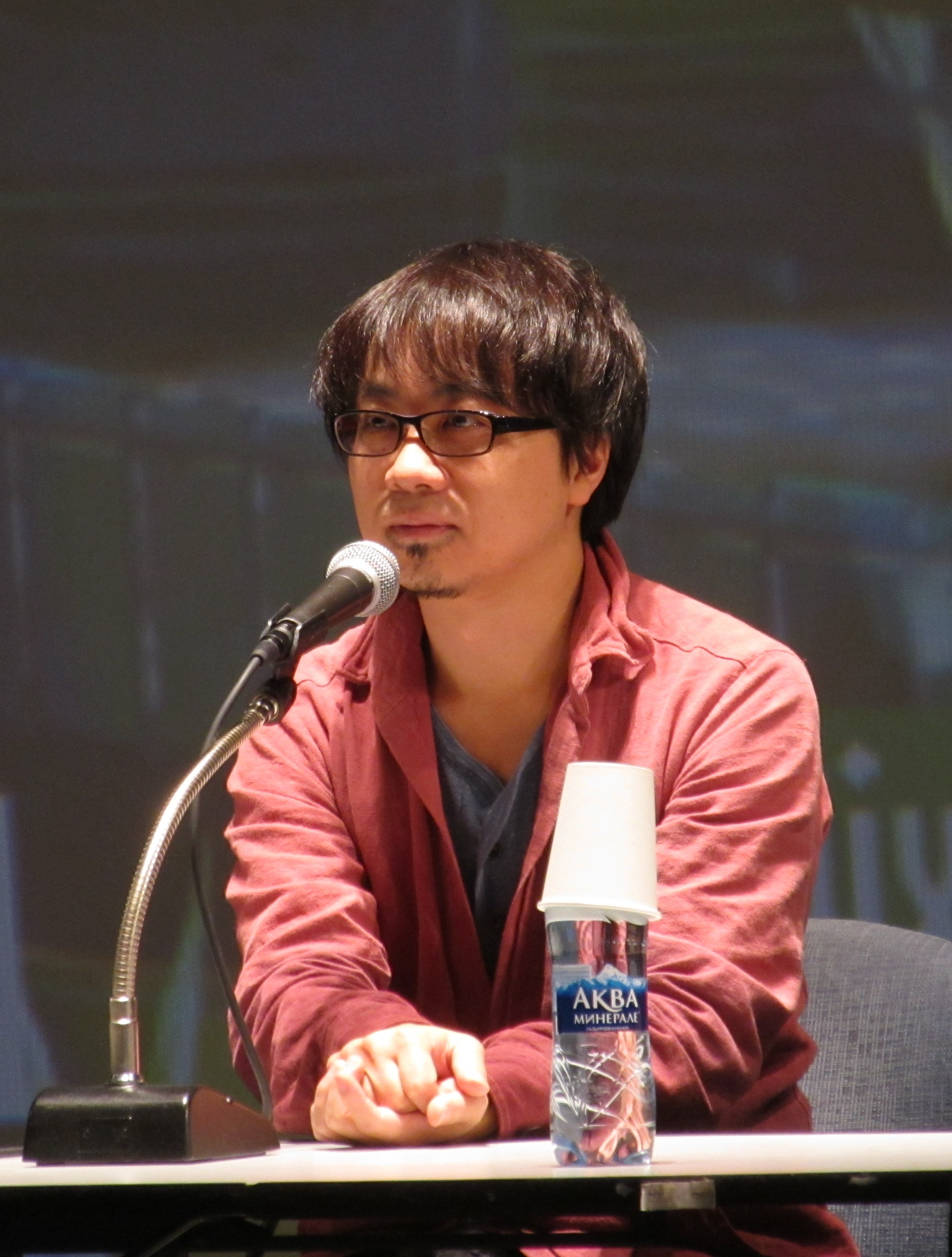
導演新海誠，照片攝於2013年

新海誠首先展開勘景，在新宿區四處走動並拍下數千張照片。2012年5月開始，新海誠著手製作《言葉之庭》的動態分鏡。不同於靜態的手繪分鏡，該動態分鏡主要由動畫構成，有時插入實拍影片。新海誠還加上了臨時音效和配音，使分鏡本身就相當於一部完整的影像作品。他在製作動態分鏡時使用了三種軟體，分別是Adobe Photoshop（用於繪圖）、Adobe After Effects（安排鏡頭）和Adobe Audition（加入聲音）。新海誠持續改良分鏡至2012年9月為止，他認為分鏡是《言葉之庭》製作過程中最艱困的環節，不過分鏡的高完成度也讓他在那時就有種完成一部作品的感覺。動態分鏡後來收錄在該片的藍光光碟中。
分鏡完成後，新海誠開始與他的團隊合作製作動畫，時間點是2012年10月。製作團隊使用Adobe Photoshop來製作《言葉之庭》的動畫背景，新海誠表示，有一半的背景是以實拍照片為基底重新繪製而成，另一半則如同一般動畫作品，是用3DCG製作或手繪而成。新海誠延續他描繪背景細節的風格，在《言葉之庭》中的例子包含城市天際線、電車、公園裡的樹木和湖泊，以及雷雨交加的天空。美術監督瀧口比呂志（滝口比呂志）覺得背景中繁盛的草木畫起來非常困難，尤其是不能把形狀明確的楓葉畫錯。對於主要色調，新海誠選擇較淡的用色，並為畫面添加淡綠色的陰影，營造雨天的氛圍。構圖方面，新海誠以往的作品多為從地面仰望天空，《言葉之庭》則出現了從空中俯瞰的鏡頭。動畫製作於2013年3月結束，4月初全片完成，總共花費約6個月的時間。
新海誠在企畫書階段將《言葉之庭》擬定為不超過30分鐘的短片，不過最終的片長為46分鐘，介於約兩個小時的電影和約半小時的電視動畫之間。新海誠表示，該片的片長是依據劇情所需的篇幅而決定的，在分鏡的時候就已擬好，甚至在構思階段就已有個大概的想法。對於本片的發行方式，新海誠的最初計畫是走數位發行路線，並沒有打算要在電影院上映。他在受訪時表示：「我希望這部電影能讓人們透過個人電腦、平板電腦或家庭電影院來享受，就像在閒暇時間享受音樂一樣，讓他們有一點放鬆的感覺。」後來東寶同意與新海誠合作，《言葉之庭》因而獲得在電影院上映的機會。

#### 場景繪製
新海誠在構思《言葉之庭》時，很早就想要加入自己在現代東京所見的日常景色。他將《言葉之庭》設定在他居住的新宿區，單純是因為想將自己喜歡的風景當成作品舞台。新海誠也表示，經歷過東日本大震災後，他意識到日本的處境並不安穩，因而想要用動畫保留「總有一天會失去的景觀」。孝雄與雪野相遇的場所是新宿御苑的一處亭子，亭子的日語稱作「／ Azumaya」。亭子上的植物枝葉是染井吉野櫻。孝雄與雪野於大雨中在一處藤棚裡躲雨時，背景中的建物是以台灣閣（台湾閣）為藍本。《言葉之庭》的一些畫面中也出現了新宿站與东京铁塔，其中一個畫面可從新宿站遙望NTT DoCoMo代代木大廈。其他場景方面，孝雄家公寓內的樣貌取自新海誠製作本片時的住所，雪野的居所則沒有特定的藍本，僅是簡單的3DCG圖。對於孝雄打工的中華料理店，瀧口的老家就是開那種店，他以自己的印象完成構圖。學校教室的藍本是新海誠為了《秒速5公分》（2007年）去種子島取材時在一所高中拍下的照片。
- 新宿御苑
- 新宿御苑中的一座亭子，與片中的相似
- 新宿御苑中的台灣閣
- 從新宿站月台遙望NTT DoCoMo代代木大廈，後者為新海誠作品中常見的建築

### 人物設計與配音

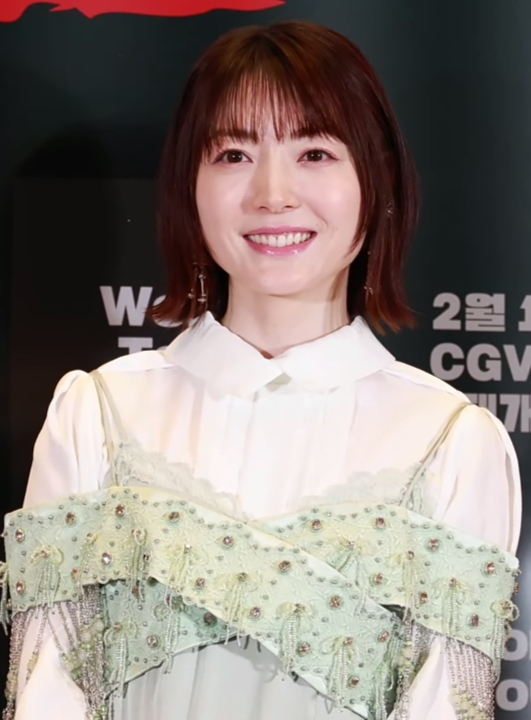
聲優花澤香菜，照片攝於2024年

新海誠在一開始就想將孝雄設定成往某個目標前進的角色，他列出一些專門創造事物的行業中，想要找出較少被人描繪且鮮為人知的職業，最終選上了「鞋匠」。新海誠稱，鞋匠因為必須了解他人的腳，而有了與他人互動的契機，並戲稱這個身分讓男生有機會合情合理地摸女生的腳。性格方面，新海誠認為孝雄是一個虛構性很強的角色，他比一般高中生都還成熟，也少有同齡人像他那麼專注於未來。他稱孝雄既非大人也非小孩，彷彿是一個純粹（pure）的存在，背負著社會重擔的雪野反而更貼近現實，因此該片的焦點在於兩人相遇後會產生什麼變化。
對於雪野，她在新海誠心目中的形象一開始比較模糊。新海誠稱他第一次提出她的人設時，其他團隊成員竟然覺得她很自私。新海誠承認雪野在發想初期是確實有點自我中心，因為她是以利己的方式與孝雄互動。為了讓觀眾了解她內心的難受，新海誠安插了一些她的失敗之處，例如為了粉餅摔碎這種小事哭泣的片段。由於《言葉之庭》是少年憧憬成年女性的故事，新海誠認為有必要讓雪野在孝雄眼中總是漂亮的，因此花了不少心思為她設計出眾的外觀。
配音方面，新海誠親自包辦所有聲優的遴選，實際錄音為時兩天。他認為聲優的表演充實並改變了他對角色的印象，而他原本自認充分了解台詞，台詞的涵義卻經由聲優而真正擴展開來。孝雄的聲優由入野自由擔任，他曾參與新海誠的前作《追逐繁星的孩子》，新海誠覺得能夠信賴他，毫不猶豫地便讓他擔此重任。新海誠表示，能為15歲少年演內心戲的聲優並不在少數，但在遇到片尾孝雄對雪野所說的傷人之語時，只有入野能將那段話詮釋得令觀眾安心而不會不愉快。
雪野的聲優由花澤香菜擔任。新海誠在選角時尚未掌握到雪野的形象，因此僅要求選角事務所替25歲以上的女性聲優錄下試音帶，而23歲的花澤不知何故混入其中。新海誠發現花澤聲音中的不穩定感很適合雪野，稱花澤有著十幾歲的嬌美聲線，但一般講話時則是帶有距離感的冰冷聲線。配音完成後，新海誠很慶幸找來花澤，因為雪野在片尾的重要哭戲在他看來非常完美，可說是促成了全片的成功。他指出，該片段呈現的是壓抑已久的淚水，必須要有角色得到解放的感覺，而花澤在沒有接受特別指示的情況下一次到位。

### 配樂

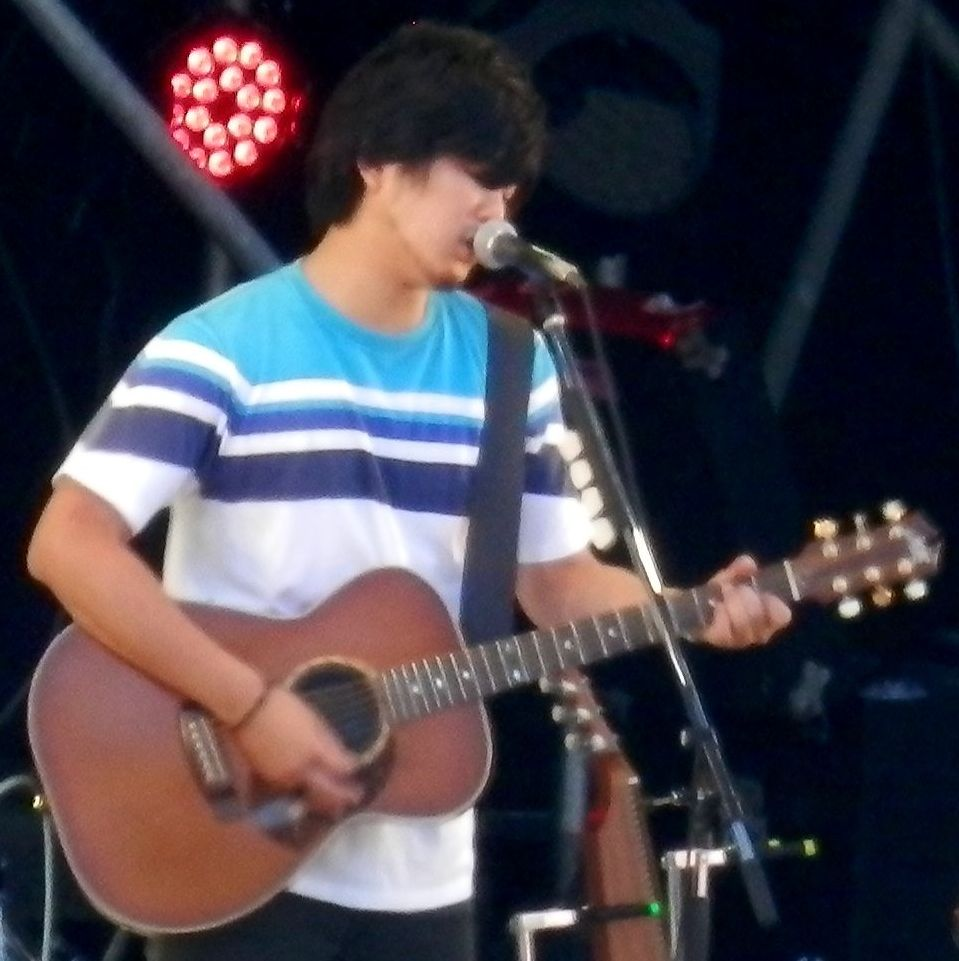
秦基博，照片攝於2013年

- 印象曲
作詞、作曲、編曲、歌：秦基博
- 主題曲Rain（日语：1234 (大江千里のアルバム)）
作詞、作曲：大江千里（日语：大江千里 (アーティスト)），編曲：皆川真人，歌：秦基博

《言葉之庭》的原声音乐由日本音樂家柏大輔譜寫。柏大輔很喜歡新海誠的舊作《秒速5公分》，特地將自己的幾張專輯寄給新海誠聽，新海誠便在企畫階段就決定用他的鋼琴曲當作《言葉之庭》的配樂，並一邊聽歌一邊編劇。新海誠認為柏大輔的曲子兼具美感和戲劇性，並有著激烈或給人沉默感覺的瞬間，稱那些曲子是讓《言葉之庭》成形而且與眾不同的要素之一。電影原聲帶於2013年5月31日發布，不過是以藍光光碟附錄的形式。
對於主題曲，新海誠希望能挑選主題為「夏天」、「雨」、「沒有回報的愛」 的現存歌曲。新海誠一向喜歡大江千里的歌曲，佩服他藉由歌詞描寫日常生活的方式，並坦承一直深受其影響。由於《言葉之庭》的主題是雨，新海誠第一時間便想到曲名即是雨的Rain，他大學時經常聽這首歌，並感到充滿回憶。選定主題曲後，新海誠想要找一位當今活躍的歌手來重新演繹該曲，最終選上了秦基博。新海誠與秦基博見過幾次面，覺得他的歌聲帶有少年般的不穩定感，與孝雄相似，並認為他演唱的Rain給人一種孤獨的感覺。

## 主題與解讀
新海誠將本片解讀為「想成為鞋匠的、想要幫助別人的少年的故事」，在構思孝雄的身分時，新海誠從鞋匠幫助人們走路的概念，想到讓孝雄擔任鞋匠的設定。他解釋道，電影裡的鞋子是象徵生活的隱喻。雪野也在故事裡向孝雄說了一句關於她如何才能走得比以前更好的台詞。新海誠在2013年接受《動畫新聞網》的訪談裡說明，故事從雪野百香里在花園裡喝啤酒、吃巧克力開始。她遇到了一個少年，但他認為她有點奇怪。這便是故事的開始。後來她發現自己無法在吃東西時感受到味道，但這實際上是暫時性的障礙。原因是來自工作場所的壓力。雪野承受的壓力很大，但她遇到了孝雄並學會了治愈自己。電影理登場的啤酒是她處境不佳的隱喻，最終她開始喝咖啡而不是啤酒，新海誠稱，希望觀眾看電影時，能仔細觀察雪野在電影裡的飲食。
《Digital Journal》的崔恩·肯（英語：Tran, Can）稱本片著重描繪微妙的浪漫和纏綿的感情。片中有關孤悲與戀的議題則出現幾種解釋，例如《雅加達郵報》的辛西婭·韋布（英語：Cynthia Webb）認為在電影近尾聲時，當孝雄學會適應雪野搬遷至四國，接受雙方的處境時，孤獨感在影片的結尾處可見一斑。《動畫新聞網》的盧克·卡羅爾（英語：Luke Carroll）則稱孝雄與雪野相處的期間，相較於晴天更期盼雨天，故事試圖用日本傳統意義上的孤戀表達兩者的戀情，但由於雪野比孝雄年長12歲，這意味著任何與性有關的事情，從道德上來說肯定是不可能的。

## 上映發表
2012年12月24日，新海誠在官網上公布新作《言葉之庭》的消息，預計於2013年上半年上映。2013年2月20日，CoMix Wave Films於YouTube上發布《言葉之庭》的預告，並宣布該片將於2013年5月31日在日本上映。
2013年4月初，報導稱《言葉之庭》的全球首映禮將舉行於澳大利亚的黃金海岸影展（GCFF），用意是感謝該國觀眾對新海誠作品的支持。首映禮定於影展的最後一天（2013年4月28日下午4點）舉行，是「酷日本」（Cool Japan）環節的其中一部分，並安排新海誠出席現場。據GCFF的總監凱西·馬歇爾·西默（Casey Marshall Siemer）表示，票券在事前就被預售一空，也因此首映禮被移至更大的場地。映後，新海誠在現場進行座談，並請現場觀眾在日本上映之前不要洩露劇情。按照時程，新海誠將進行1小時的電影海報簽名，但當天因人數眾多而實際上待了2.5個小時。
2013年5月12日，《言葉之庭》的開頭五分鐘透過東京電視台和日本電視台播出。2013年5月22日，新海誠的Twitter宣布該片將在日本、香港和台灣同步上映，上映同一天也會上架iTunes供人付費觀看。2013年5月31日，《言葉之庭》如期在日本上映，並且同場會播出新海誠在年初推出的短片《某人的目光》。報導稱日本的許多電影院特地將《言葉之庭》延長上映，最終國內票房達到1億5000萬日圓。

### 家用媒體
在日本上映同天（2013年5月31日），《言葉之庭》透過iTunes數位發行。該片在iTunes商店上有兩種分法，一種是下載版或租用版，另一種是標準畫質（SD）版或高畫質（HD）版。《言葉之庭》的DVD和藍光光碟於2013年5月31日在放映該片的電影院提前發售市，後於2013年6月21日一般上市。藍光光碟（編號TBR23169D）有著約108分鐘的映像特典，內含導演與聲優訪談、動態分鏡、新海誠作品集錦以及預告片，音聲特典則有隨片講評。DVD（編號TDV23168D）則只有36分鐘的映像特典，沒有包含動態分鏡，且收錄的導演與聲優訪談是縮減版。DVD和藍光光碟都有日語、英語和中文三種字幕，並附有16頁的電影手冊，藍光光碟還內含電影原聲帶CD。以電影來說，《言葉之庭》在電影院下片前就推出數位版和影碟，可說是相當罕見的例子。銷售成績方面，根據Oricon收集的數據，該片的DVD和藍光光碟於上市首週分別排名第六和第五。

### 海外發行
繼澳大利亚的全球首映禮之後，《言葉之庭》的英語地區首映定於2013年7月6日在「Anime Expo 2013」展會上舉行，地點為洛杉矶会展中心。此次放映由Sentai Filmworks主辦，新海誠是該屆Anime Expo的特別嘉賓。加拿大首映禮於蒙特利尔的加拿大奇幻電影節舉行，兩場放映分別是2013年7月22日和25日。之後該片再次來到澳大利亚，與《攻殼機動隊 ARISE》一同在Madman Entertainment的「Reel Anime 2013」上放映。《言葉之庭》還於2013年9月27日在莫斯科放映，新海誠在映後現身回答觀眾問題。新海誠也出席了2013年10月中旬於蘇格蘭愛動漫上舉辦的英國首映禮，舊作《雲之彼端，約定的地方》（2004年）也在該影展上一併放映。截止至2014年2月，《言葉之庭》已在11個地區放映過。2014年4月中旬，該片在阿姆斯特丹奇幻影展上放映，4月下旬參加斯图加特国际动画电影节。2014年5月21日，《言葉之庭》與《某人的目光》一同在義大利的電影院上映，是為「Nexo Anime」活動的一部分。2014年7月下旬，該片在舊金山日本影展（Japan Film Festival of San Francisco，JFFSF）上播映。
在台灣，《言葉之庭》由曼迪傳播代理，於2013年5月31日與日本同步上映，票房為761,110新台幣，為2013年日本動畫片在台票房排行榜的第八名。曼迪傳播隨後於2013年7月3日推出影碟，2016年12月宣布再版發行。2024年8月9日，車庫娛樂將該片重新上映，票房為1,480,393新台幣。在美國，Section23與Sentai Filmworks於2013年4月24日宣布取得代理權，後於2013年8月6日發行DVD和藍光光碟。在英國，《言葉之庭》由Anime Limited代理，該消息於2013年10月18日公布。2013年盧卡國際漫畫節期間，義大利的Dynit宣布已取得該片的代理授權。澳大利亚的Madman Entertainment於2014年2月19日發行DVD。法國的Kazé於2014年3月28日推出含有德語配音和日語原聲的DVD，當中還收錄了《某人的目光》。

## 迴響

### 票房和收視率
台灣滿座率高達90%。截止2015年7月，拥有中国大陆播放权的乐视网已获得460万次收看。

### 评价
該片在英語影評網站網路電影資料庫（IMDB）根據超過4.5萬名觀眾的評分，獲得的平均分數為7.4（滿分10分），其中以評比7分和8分的觀眾佔多數，分別佔據評分人數的26.8%與29.6%。爛番茄截至2023年3月，共計超過500名觀眾在該站評分，觀眾好評度83%，平均分數3.9/5，《她和她的貓》、《星之聲》、《秒速五公分》、《追逐繁星的孩子》、《言葉之庭》是新海誠在爛番茄未出現註站影評家整體評級標籤、但有觀眾參與評分的作品
新海誠在2013年的訪談中，自評本片是迄今為止最好的個人作品。《雅加達郵報》評論本片「如同新海誠此前的許多作品，《言葉之庭》因為電影裡更加強烈和個人的情感，被認為最適合青少年和成人觀眾」。《動畫新聞網》的盧克·卡羅爾（英語：Luke Carroll）稱讚電影裡細膩的視覺動畫與美術，評論本片為「無疑是一種視覺享受和一部令人愉快的電影」，但認為電影過短的篇幅反而讓觀眾措手不及。日本動畫研究者暨明治大學特任教授冰川龍介稱讚電影裡對雨景與水的動態刻畫細膩，將本片評為他最喜歡的新海誠作品。
2022年5月，《漫畫書資源網》列出「令人驚嘆但少有人談論的優秀日本動畫電影」排行榜，《言葉之庭》排名第8名。

### 榮譽
| 日期                                               | 國別   | 獎項/活動/頒獎單位         | 類別                               | 獲獎或入圍者 | 結果 | 来源                    |
| -------------------------------------------------- | ------ | -------------------------- | ---------------------------------- | ------------ | ---- | ----------------------- |
| 2013年8月8日（得獎名單）                           | 加拿大 | 2013年加拿大奇幻電影節     | 今敏動畫成就獎                     | 《言葉之庭》 | 獲獎 | [ 113 ] [ 114 ]         |
| 2013年8月8日（得獎名單）                           | 加拿大 | 2013年加拿大奇幻電影節     | 最佳動畫長片                       | 《言葉之庭》 | 獲獎 | [ 113 ] [ 114 ]         |
| 2013年10月（得獎名單） 2013年12月8日（頒獎典禮）   | 日本   | 第18屆神戶動畫獎           | 作品賞                             | 《言葉之庭》 | 獲獎 | [ 116 ] [ 115 ] [ 117 ] |
| 2013年12月5日（得獎名單） 2014年2月4日（頒獎典禮） | 日本   | 第17屆日本新媒體動漫藝術節 | 動畫部門—審查委員會推薦作品        | 《言葉之庭》 | 入選 | [ 121 ]                 |
| 2014年4月27日                                      | 德國   | 斯图加特国际动画电影节     | 最佳動畫電影                       | 《言葉之庭》 | 獲獎 | [ 104 ] [ 91 ] [ 122 ]  |
| 2016年4月                                          | 法國   | Japan Expo 2016            | 日本動畫獎—評審團獎—達摩獎最佳劇本 | 《言葉之庭》 | 獲獎 | [ 123 ]                 |

## 相關媒體

### 小說

#### 新海誠版
新海誠本人執筆，於《達文西》2013年8月號至2014年4月號連載。日版單行本由KADOKAWA（Media Factory）發行，繁體中文版由悅知文化發行，簡體中文版由天聞角川代理、百花洲文艺出版社發行。
2018年11月6日，宣布《言葉之庭》原作小説以有聲書形式在Audible版發行。由入野自由、花澤香菜、前田剛、星野貴紀、小松未可子、平野文擔任角色聲演，每一話分別發行。
| KADOKAWA                    | KADOKAWA                                                | 悅知文化     | 悅知文化               | 天闻角川（代理） 百花洲文艺出版社（發行） | 天闻角川（代理） 百花洲文艺出版社（發行） |
| 發售日期                    | ISBN                                                    | 發售日期     | ISBN                   | 發售日期                                  | ISBN                                      |
| --------------------------- | ------------------------------------------------------- | ------------ | ---------------------- | ----------------------------------------- | ----------------------------------------- |
| 2014年4月11日 2016年2月25日 | ISBN 978-4-04-066399-9 ISBN 978-4-04-102615-1（文庫版） | 2015年3月5日 | ISBN 978-75-5001-229-5 | 2015年8月24日                             | ISBN 978-986-561-716-5                    |

#### 加納新太版
加納新太著作的版本，則以男主角秋月孝雄做為主要敘事視角，補充孝雄從認識雪野，至電影結局孝雄將製作的女鞋放在新宿御苑涼亭為止的劇情。
| KADOKAWA     | KADOKAWA               | 天闻角川（代理） 百花洲文艺出版社（發行） | 天闻角川（代理） 百花洲文艺出版社（發行） |
| 發售日期     | ISBN                   | 發售日期                                  | ISBN                                      |
| ------------ | ---------------------- | ----------------------------------------- | ----------------------------------------- |
| 2017年8月2日 | ISBN 978-4-04-734789-2 | 2018年                                    | ISBN 978-7-5500-3137-1                    |

### 漫畫
2013年1月25日，據報導，《言葉之庭》的改編漫畫將在讲谈社雜誌《月刊Afternoon》連載，由女性漫畫家本橋翠執筆。漫畫版於2013年6月號（2013年4月25日發售）開始連載，比電影的上映日期（2013年5月31日）早一個月，2013年12月號（2013年10月25日發售）完結，全7話，單行本共1冊。
| 卷數 | 講談社         | 講談社                 | 東立出版社    | 東立出版社             | 天闻角川     | 天闻角川               |
| 卷數 | 發售日期       | ISBN                   | 發售日期      | ISBN                   | 發售日期     | ISBN                   |
| ---- | -------------- | ---------------------- | ------------- | ---------------------- | ------------ | ---------------------- |
| 全   | 2013年11月22日 | ISBN 978-4-06-387941-4 | 2015年1月27日 | ISBN 978-986-365-007-2 | 2021年6月5日 | ISBN 978-7-5410-9729-4 |

### 製作資料書
《言葉之庭 新海誠監督作品》
| 冊數 | 一迅社    | 一迅社 |
| 冊數 | 發售日期  | ISBN   |
| ---- | --------- | ------ |
| 全   | 2013年7月 |        |

《新海誠劇場動畫腳本資料畫集 5：言葉之庭》
| 冊數 | KADOKAWA      | KADOKAWA           |
| 冊數 | 發售日期      | ISBN               |
| ---- | ------------- | ------------------ |
| 全   | 2018年3月24日 | ISBN 9784041058831 |

《言葉之庭 美術畫集》
| 冊數 | 一迅社    | 一迅社                 |
| 冊數 | 發售日期  | ISBN                   |
| ---- | --------- | ---------------------- |
| 全   | 2021年7月 | ISBN 978-4-7580-1709-1 |

### 真人舞台劇
2023年6月，以本片為基礎改編的真人劇「言葉之庭～The Garden of Words～（言の葉の庭～The Garden of Words～）」，定於同年的8月至9月在英國倫敦公演，日本公演場次則排定於11月。該戲劇由先前執導《魔法公主》真人化舞台劇的Whole Hog Theatre擔任導演，演員岡宮来夢和谷村美月則參演東京場次。

## 現實影響與後續餘波
電影發行後，靜岡縣三島市的大岡信言葉館（另譯:大岡信博物館）於2014年6月28日至10月19日期間，舉辦期間限定展覽，會場除了展示《言葉之庭》的分鏡、原創藝術作品和其他素材以外，還展出新海誠為Z-Kai Co.製作的商業短篇動畫《十字路口》、短篇電影《她和她的貓》和動畫長片《秒速5公分》，提供遊客參觀每件作品的展示資料和觀賞電影。現場亦出展劇中孝雄設計的女鞋複製品。本片被日本國際交流基金遴選為在印度主辦的2019年度日本電影節（JFF）放映影片清單，促進文化交流。
2021年6月24日至7月21日，東京新大谷飯店與新海誠合作，以電影《言葉之庭》為主題，限時推出電影主題的行銷活動，其中含括電影主題客房住宿一夜、附贈《言葉之庭》收錄製作內容與新錄製的導演新海誠和藝術總監訪談的藝術書籍、搭配可選擇的電影主題晚餐，客房內還配備了與電影中角色使用的傘相似的雨傘，讓顧客可以與探索新大谷酒店的日式花園，同時重現電影中的場景。2023年8月，長野縣佐久市當地唯一的電影院「佐久Am Cinema （日語：佐久アムシネマ）」因為預定在2023年9月14日終止營業，為了感謝長年光顧的顧客與數度在該電影院宣傳電影作品的新海誠，安排從2023年8月18日開始複映《言葉之庭》、《你的名字》、《天氣之子》、《鈴芽之旅》共計4部電影，到閉館日爲止每週放映一部作品。
本片飾演女主角雪野百香里的花澤香菜和新海誠建立長期合作關係，接續參演新海誠執導的《你的名字》，並且在該作以同為古文教師的「小雪老師」身分登場，新海誠在訪談中稱安排這個設置是為過去作品的觀眾提供的一點驚喜服務。其後花澤香菜亦於新海誠執導的《天氣之子》、《鈴芽之旅》擔綱聲演人員。

## 備註
1. ↑  摘自《万叶集》第11集第2513号柿本人麻吕着作，原文：“隐约雷鸣，阴霾天空。但盼风雨来，能留你在此。”。其后剧情孝雄引用同卷的第2514号短歌的对文回复雪野，原文：“隐约雷鸣，阴霾天空，即使天无雨，我亦留此地。”。
2. ↑  原文：
3. ↑  與《烙印勇士 黃金時代篇III 降臨》並列。
4. ↑  與《進擊的巨人》並列。
5. ↑  與其他32部作品並列。

### 引用作品
書籍
- 新海誠. . 由黃薇嬪; 莊雅琇翻译. 臺北市: 精誠資訊. 2015-08 [2014]. ISBN 978-986-5617-16-5 （中文（臺灣））.
- 新海誠; .  . KADOKAWA. 2016-08-26. ISBN 978-4-04-895696-3 （日语）.
- 新海誠; CoMix Wave Films. . 由冯锦源翻译. 百花洲文艺出版社. 2018-01 [2016]. ISBN 978-7-5500-2491-5 （中文（简体））.
- . 一迅社. 2021-07-05. ISBN 978-4-7580-1709-1 （日语）.
- 榎本正樹（日语：榎本正樹）. . 由黃涓芳翻译. 台北市: 尖端出版. 2025-01-15 [2021]. ISBN 9786264033824 （中文（臺灣））.

影音
說明：「第〇分鐘處」指的是相關內容出現在影片的〇分鐘0秒至〇分鐘59秒之間
- 新海誠、入野自由、花澤香菜.   [新海誠監督及角色訪談（Long Version）] (《言葉之庭》藍光光碟特別收錄). 新映影片. 2013.

## 外部連結
- 互联网电影数据库（IMDb）上《言葉之庭》的资料（英文）
- （日語）《言葉之庭》官方網站 （页面存档备份，存于）
- （简体中文）言叶之庭专题 乐视网 （页面存档备份，存于）
- 專訪《言葉之庭》動畫監督新海誠 （页面存档备份，存于）